# Phyllocraterina
Phyllocraterina is een geslacht van zakjeszwammen behorend tot de familie Strigulaceae. De typesoort is Phyllocraterina papuana.

## Soorten
Volgens Index Fungorum telt het geslacht twee soorten (peildatum februari 2023):
| Soortnaam               | Auteur(s)                           | Publicatiejaar |
| ----------------------- | ----------------------------------- | -------------- |
| Phyllocraterina nuda    | (Zahlbr.) Lücking & Sérus.          | 2020           |
| Phyllocraterina papuana | (Sérus. & Aptroot) Sérus. & Aptroot | 2020           |